# Canning (rzeka)
Canning – rzeka w Australii, w stanie Australia Zachodnia. Ma 84 km długości. Jej źródło znajduje się w paśmie górskim Darling Range, około 10 km na północny wschód od miejscowości North Bannister. Rzeka płynie w kierunku północno-zachodnim, uchodzi do estuarium Rzeki Łabędziej w mieście Fremantle nad Oceanem Indyjskim. Została odkryta w marcu 1827 roku przez Jamesa Stirlinga, kapitana statku HMS Success, i nazwana na cześć George’a Canninga, ówczesnego premiera Wielkiej Brytanii.